# Шкода Вадим Григорович
Вади́м Григо́рович Шко́да (30 вересня 1934, Хабаровськ) — український поет, що пише російською мовою. Член Національної спілки письменників України (від 14 жовтня 1963 року). Лауреат премії імені Миколи Ушакова (1995) для українських поетів, що пишуть російською мовою.

## Життєпис
Народився в родині службовця. 1952 року закінчив десятирічку у Владивостоці.
1957 року закінчив геологічний факультет Московського університету. Закінчив також Вищі журналістські курси.
Працював інженером-геологом, журналістом. Багато їздив по Радянському Союзу, бував у Заполяр'ї, Донбасі, Середній Азії. Працював у газетах «Комсомольское знамя» і «Робітничій газеті», редактором-сценаристом кіностудії імені Олександра Довженка і в журналі «Радуга».
1968 року відвідав Кам'янець-Подільський і Бакоту. Враження від поїздки передав у нарисі «Стара фортеця», опублікованому 10 вересня 1968 року в газеті «Правда» (Москва).
Був восени 1972 року в Рівному, знімаючи документальний фільм, зустрічався із студентами, друкувався у «Червоному прапорі».

## Творчість
Пише російською мовою. Перші вірші опублікував 1952 року в газеті «Тихоокеанский комсомолец». Відтоді друкувався в газетах «Московский комсомолец», «Комсомольская правда», «Правда Украины», в журналах «Юность», «Радуга» та ін. 1961 року в Києві у видавництві «Радянський письменник» накладом 1700 примірників побачила світ перша збірка віршів Вадима Шкоди «Трудная разведка». Вона мала 96 сторінок, коштувала 18 копійок.
Автор збірок віршів «Романтики» (1965), «Живая вода» (1969), «Глубина» (1975), «Расстояния» (1982), «Я знаю труд» (1982), «Улыбка друга» (1986), «Верю в любовь» (1990), повістей «Назустріч бурям» (1971), «Пятница, суббота, воскресенье» (1983), «Лицом к рассвету» (1986), низки нарисів, сценаріїв документальних фільмів.
Автор багатьох пісень.
Навесні 2010 року при підтримці Сергія Кухарського та ще кількох спонсорів видав нову книгу віршів і прози «Одинокая ветка сирени, или Ворзель в судьбе моей…».